# Cup of Russia de 2008
Cup of Russia de 2008 foi a décima terceira edição da Cup of Russia, um evento anual de patinação artística no gelo organizado pela Federação de Patinação Artística da Rússia (em russo:  Федерация фигурного катания на коньках Росси), e que fez parte do Grand Prix de 2008–09. A competição foi disputada entre os dias 20 de novembro e 23 de novembro, na cidade de Moscou, Rússia.

## Eventos
- Individual masculino
- Individual feminino
- Duplas
- Dança no gelo

## Medalhistas
| Evento                        | Ouro                                      | Prata                                      | Bronze                                           |
| Individual masculino detalhes | Brian Joubert · França                    | Tomáš Verner · República Tcheca            | Alban Préaubert · França                         |
| Individual feminino detalhes  | Carolina Kostner · Itália                 | Rachael Flatt · Estados Unidos             | Fumie Suguri · Japão                             |
| Duplas detalhes               | Zhang Dan · Zhang Hao · China             | Yuko Kavaguti · Alexander Smirnov · Rússia | Tatiana Volosozhar · Stanislav Morozov · Ucrânia |
| Dança no gelo detalhes        | Jana Khokhlova · Sergei Novitski · Rússia | Oksana Domnina · Maxim Shabalin · Rússia   | Meryl Davis · Charlie White · Estados Unidos     |

## Resultados

### Individual masculino
| Pos.              | Nome                 | Nacionalidade    | Pontos | PC         | PL          |
| ----------------- | -------------------- | ---------------- | ------ | ---------- | ----------- |
| Medalha de ouro   | Brian Joubert        | França           | 230.78 | 86.10 (1)  | 144.68 (4)  |
| Medalha de prata  | Tomáš Verner         | República Tcheca | 222.94 | 73.20 (2)  | 149.74 (1)  |
| Medalha de bronze | Alban Préaubert      | França           | 219.08 | 71.60 (4)  | 147.48 (3)  |
| 4                 | Jeremy Abbott        | Estados Unidos   | 217.48 | 68.80 (6)  | 148.68 (2)  |
| 5                 | Adam Rippon          | Estados Unidos   | 207.93 | 71.62 (3)  | 136.31 (5)  |
| 6                 | Kevin van der Perren | Bélgica          | 199.13 | 69.68 (5)  | 129.45 (7)  |
| 7                 | Sergei Voronov       | Rússia           | 190.31 | 58.50 (12) | 131.81 (6)  |
| 8                 | Kristoffer Berntsson | Suécia           | 185.07 | 66.21 (7)  | 118.86 (9)  |
| 9                 | Artem Borodulin      | Rússia           | 180.04 | 58.84 (11) | 121.20 (8)  |
| 10                | Alexander Uspenski   | Rússia           | 174.24 | 62.60 (9)  | 111.64 (10) |
| 11                | Li Chengjiang        | China            | 163.60 | 62.95 (8)  | 100.65 (12) |
| 12                | Vaughn Chipeur       | Canadá           | 161.49 | 59.60 (10) | 101.89 (11) |

### Individual feminino
| Pos.              | Nome             | Nacionalidade  | Pontos | PC         | PL         |
| ----------------- | ---------------- | -------------- | ------ | ---------- | ---------- |
| Medalha de ouro   | Carolina Kostner | Itália         | 170.72 | 57.02 (2)  | 113.70 (1) |
| Medalha de prata  | Rachael Flatt    | Estados Unidos | 166.06 | 55.92 (3)  | 110.14 (2) |
| Medalha de bronze | Fumie Suguri     | Japão          | 162.04 | 58.30 (1)  | 103.74 (3) |
| 4                 | Alissa Czisny    | Estados Unidos | 151.03 | 53.50 (5)  | 97.53 (4)  |
| 5                 | Alena Leonova    | Rússia         | 145.93 | 50.96 (7)  | 94.97 (5)  |
| 6                 | Jelena Glebova   | Estônia        | 140.67 | 51.02 (6)  | 89.65 (6)  |
| 7                 | Júlia Sebestyén  | Hungria        | 131.54 | 53.64 (4)  | 77.90 (10) |
| 8                 | Kimmie Meissner  | Estados Unidos | 131.36 | 48.08 (8)  | 83.28 (7)  |
| 9                 | Kim Na-young     | Coreia do Sul  | 125.95 | 43.26 (10) | 82.69 (8)  |
| 10                | Nina Petushkova  | Rússia         | 125.61 | 43.30 (9)  | 82.31 (9)  |

### Duplas
| Pos.              | Nome                                    | Nacionalidade | Pontos | PC        | PL         |
| ----------------- | --------------------------------------- | ------------- | ------ | --------- | ---------- |
| Medalha de ouro   | Zhang Dan / Zhang Hao                   | China         | 177.42 | 67.06 (1) | 110.36 (2) |
| Medalha de prata  | Yuko Kawaguchi / Alexander Smirnov      | Rússia        | 169.27 | 58.76 (2) | 110.51 (1) |
| Medalha de bronze | Tatiana Volosozhar / Stanislav Morozov  | Ucrânia       | 167.86 | 58.34 (3) | 109.52 (3) |
| 4                 | Lubov Iliushechkina / Nodari Maisuradze | Rússia        | 150.79 | 49.96 (5) | 100.83 (4) |
| 5                 | Ksenia Ozerova / Alexander Enbert       | Rússia        | 147.88 | 52.26 (4) | 95.62 (5)  |
| 6                 | Monica Pisotta / Michael Stewart        | Canadá        | 129.33 | 47.86 (6) | 81.47 (6)  |
| 7                 | Amanda Velenosi / Mark Fernandez        | Canadá        | 98.85  | 35.56 (7) | 63.29 (8)  |
| 8                 | Ekaterina Sokolova / Fedor Sokolov      | Israel        | 97.73  | 31.06 (8) | 66.67 (7)  |

### Dança no gelo
| Pos.              | Nome                                    | Nacionalidade  | Pontos | DC         | DO         | DL         |
| ----------------- | --------------------------------------- | -------------- | ------ | ---------- | ---------- | ---------- |
| Medalha de ouro   | Jana Khokhlova / Sergei Novitski        | Rússia         | 187.62 | 36.19 (2)  | 59.33 (1)  | 92.10 (1)  |
| Medalha de prata  | Oksana Domnina / Maxim Shabalin         | Rússia         | 184.66 | 38.77 (1)  | 58.64 (2)  | 87.25 (3)  |
| Medalha de bronze | Meryl Davis / Charlie White             | Estados Unidos | 170.61 | 35.77 (3)  | 43.68 (8)  | 91.16 (2)  |
| 4                 | Anna Cappellini / Luca Lanotte          | Itália         | 169.76 | 32.57 (4)  | 54.25 (3)  | 82.94 (4)  |
| 5                 | Alexandra Zaretski / Roman Zaretski     | Israel         | 151.43 | 29.33 (7)  | 45.99 (7)  | 76.11 (5)  |
| 6                 | Katherine Copely / Deividas Stagniūnas  | Lituânia       | 151.19 | 29.57 (6)  | 47.65 (5)  | 73.97 (7)  |
| 7                 | Anastasia Platonova / Alexander Grachev | Rússia         | 151.14 | 28.46 (8)  | 47.04 (6)  | 75.64 (6)  |
| 8                 | Anna Zadorozhniuk / Sergei Verbillo     | Ucrânia        | 145.72 | 30.16 (5)  | 48.38 (4)  | 67.18 (10) |
| 9                 | Allie Hann-McCurdy / Michael Coreno     | Canadá         | 138.51 | 26.43 (9)  | 41.49 (9)  | 70.59 (8)  |
| 10                | Zoé Blanc / Pierre-Loup Bouquet         | França         | 132.28 | 24.43 (10) | 40.47 (10) | 67.38 (9)  |

## Quadro de medalhas
| Ordem | País             | Medalha de ouro | Medalha de prata | Medalha de bronze |    | Ordem por total |
| ----- | ---------------- | --------------- | ---------------- | ----------------- | -- | --------------- |
| 1     | Rússia           | 1               | 2                |                   | 3  | 1               |
| 2     | França           | 1               |                  | 1                 | 2  | 2               |
| 3     | China            | 1               |                  |                   | 1  | 4               |
| 3     | Itália           | 1               |                  |                   | 1  | 4               |
| 5     | Estados Unidos   |                 | 1                | 1                 | 2  | 2               |
| 6     | República Tcheca |                 | 1                |                   | 1  | 4               |
| 7     | Japão            |                 |                  | 1                 | 1  | 4               |
| 7     | Ucrânia          |                 |                  | 1                 | 1  | 4               |
| TOTAL | TOTAL            | 4               | 4                | 4                 | 12 | —               |